# Kondycjonalizm
Kondycjonalizm (ang. conditionalism), warunkowa nieśmiertelność – doktryna chrześcijańska zakładająca, że dusza ludzka jest ze swej natury śmiertelna, a nieśmiertelność będzie udzielona przez Boga jako dar dopiero podczas zmartwychwstania. Nieśmiertelność uważana jest zatem za warunkową. Pogląd ten odrzuca większość chrześcijan, przyjmując tradycyjną koncepcję nieśmiertelnej duszy. Zwolennikami kondycjonalizmu są niektóre wyznania protestanckie, takie jak adwentyści, chrześcijanie dnia sobotniego, niektórzy zielonoświątkowcy czy bracia polscy. Wśród pozostałych chrześcijan warunkowa nieśmiertelność jest uznawana przez Badaczy Pisma Świętego, Świadków Jehowy oraz chrystadelfian.

## Mortalizm chrześcijański (warunkowa nieśmiertelność)
W teologii chrześcijańskiej jest to mniejszościowy pogląd, według którego dusza śpi nieświadoma między śmiercią ciała i zmartwychwstaniem w dniu Sądu Ostatecznego. W teologii mortalizm określany jest także greckim słowem psychopannychizm  = czuwanie duszy. Termin ten jest też błędnie używany ze względu na tytuł broszury Jana Kalwina Psychopannychia (Czuwanie duszy) – Odrzucenie błędu tych, którzy uczą snu duszy 1534. Takie przekonanie jest obecnie znane jako mortalizm, do odróżnienia od anihilacjonizmu. Zbliżonym poglądem jest tanatopsychizm = śmierć duszy, według którego dusza umiera wraz z ciałem i zmartwychwstaje wraz z ciałem w dniu Sądu Ostatecznego. W obu przypadkach zmarły nie doświadcza ani radości ani kary po śmierci, aż do dnia zmartwychwstania.
William Tyndale, Thomas Hobbes, John Locke, Isaac Newton i John Milton byli mortalistami.
Współcześnie mortalizm (kondycjonalizm) głoszą m.in. Świadkowie Jehowy i Adwentyści Dnia Siódmego.
Katolicyzm i większość Kościołów protestanckich głoszą, że dusza po śmierci ciała jest sądzona i kierowana do nieba lub do piekła (lub do miejsca pośredniego, czyli czyśćca) w zależności od grzechów lub zasług (wiary). Prawosławie i judaizm głoszą, że dusza oczekuje dnia Sądu w „jasności” lub cierpi w „ciemności”. Ten pogląd podziela także Jan Kalwin w traktacie Sen dusz.

## Współczesny kondycjonalizm
Historycznie współczesny kondycjonalizm wywodzi się z milleryzmu. Kondycjonaliści, powołując się na 2. rozdział Księgi Rodzaju i 22. rozdział Objawienia Jana, porównując do 3. rozdziału Księgi Rodzaju, doszli do wniosku, iż skoro źródłem nieśmiertelności ludzi w raju było Drzewo Życia, to wygnanie z raju i przekleństwo śmierci uczyniło człowieka śmiertelnym. Nieodłączną częścią tej doktryny jest pojmowanie śmierci jako snu, miejsca całkowitej nieświadomości i nieaktywności człowieka. Życie wieczne jest zatem całkowicie uzależnione od zmartwychwstania, do którego czasu zarówno ludzie usprawiedliwieni, jak i potępieni są nieprzytomni.
Nauka o warunkowej nieśmiertelności jest rozszerzeniem anihilacjonizmu, czyli nauki, że potępieni ludzie nie będą wiecznie cierpieć w piekle, lecz zostaną ostatecznie unicestwieni przez Boga. Należy jednak podkreślić, iż nie wszyscy anihilacjoniści są kondycjonalistami, anihilacjonizm bowiem odnosi się do losu potępionych po sądzie ostatecznym, zaś nauka o warunkowej nieśmiertelności dotyczy aktualnego stanu dusz ludzkich.

## Podstawy biblijne
Kondycjonalizm w swych założeniach oparł się na interpretacji następujących ustępów Pisma Świętego:
„17Umarli nie będą chwalili Pana, Ani ci, którzy zstępują do krainy milczenia”.
Księga Psalmów 115:17, Bw
„3Nie pokładajcie ufności w książętach Ani w człowieku, który nie może pomóc! 4Gdy opuszcza go duch, wraca do prochu swego; W tymże dniu giną wszystkie zamysły jego”.
Księga Psalmów 146:3-4, Bw
„19Bo los synów ludzkich jest taki, jak los zwierząt, jednaki jest los obojga. Jak one umierają, tak umierają tamci; i wszyscy mają to samo tchnienie. Człowiek nie ma żadnej przewagi nad zwierzęciem. Bo wszystko jest marnością. 20Wszystko idzie na jedno miejsce; wszystko powstało z prochu i wszystko znowu w proch się obraca. 21Bo któż wie, czy dech synów ludzkich wznosi się ku górze, a dech zwierząt schodzi w dół na ziemię?”
Księga Kaznodziei Salomona 3:19-21, Bw
„5Wiedzą bowiem żywi, że muszą umrzeć, lecz umarli nic nie wiedzą i już nie ma dla nich żadnej zapłaty, gdyż ich imię idzie w zapomnienie. 6Zarówno ich miłość, jak ich nienawiść, a także ich gorliwość dawno minęły; i nigdy już nie mają udziału w niczym z tego, co się dzieje pod słońcem [...] 10Na co natknie się twoja ręka, abyś to zrobił, to zrób według swojej możności, bo w krainie umarłych, do której idziesz, nie ma ani działania, ani zamysłów, ani poznania, ani mądrości.”
Księga Kaznodziei Salomona 9:5-6.10, Bw
„18Nie w krainie umarłych bowiem cię wysławiają, nie chwali ciebie śmierć, nie oczekują twojej wierności ci, którzy zstępują do grobu. 19Żywy, tylko żywy wysławia ciebie, jak ja dzisiaj.”
Księga Izajasza 38:18-19, Bw
„4Dusza, która grzeszy, ta umrze”.
Księga Ezechiela 18:4, Bg
„34Albowiem nie Dawid wstąpił do nieba”.
Dzieje Apostolskie 2:34, Bw
„39A wszyscy ci, choć dla swej wiary zdobyli chlubne świadectwo, nie otrzymali tego, co głosiła obietnica, 40Ponieważ Bóg przewidział ze względu na nas coś lepszego, mianowicie, aby oni nie osiągnęli celu bez nas.”
List do Hebrajczyków 11:39-40, Bw

### Apologetyka kondycjonalizmu
- Czym jest dusza? (Świadkowie Jehowy)
- Gdzie są umarli? (Świadkowie Jehowy)
- Gdzie są umarli? (Badacze Pisma Świętego)